# Nirmal Purja
Nirmal Purja (Distrito de Myagdi, Nepal, 1984) también conocido como Nims, es un militar y alpinista nepalí.
Purja ganó relevancia internacional con su proyecto "Project Possible 14/7", consistente en coronar los catorce ocho miles en solo siete meses (con la ayuda suplementaria de oxígeno embotellado), pulverizando el anterior récord del mundo de 2013, cuando el montañero coreano Kim Chang-ho completó las catorce cumbres después de siete años, diez meses y seis días.
El 29 de octubre de 2019, Purja, completó su gesta coronando la cima del Sishapangma y con ello el último de los catorce ochomiles en menos de siete meses, pulverizando la anterior marca mundial.
El 2020 , Purja hizo el primer ascenso invernal en el K2, convirtiéndose así en el primer montañista en coronar la cima de la segunda montaña más alta y peligrosa del mundo en invierno.
El 9 de junio de 2018, fue nombrado por la reina Isabel II, Miembro de la Orden del Imperio Británico.

## Biografía
Nirmal Purja nació en el distrito nepalí de Myagdi, en la región del Dhaulagiri, a una altitud de 1600 m s. n. m. y creció en el distrito de Chitwan.
Se alistó en la Brigada de los Gurkhas en 2003 y posteriormente en el cuerpo de élite de los Special Boat Service (SBS) de los Royal Marines en la Marina Real Británica. Su carrera militar se extendió a lo largo de 16 años, hasta que se licenció con el rango de lance corporal (equivalente al grado español de cabo), para enfocarse exclusivamente a la expedición "Project Possible".
Ha fundado y dirige la compañía "Elite Himalayan Adventures" que provee servicios de aventura extrema. Además es conferenciante de temas motivationales, incluso ante la Royal Geographical Society.
El 14 de octubre de 2022 Purja consiguió sobrevivir a un grave accidente de paracaidismo deportivo que ocurrió sobre el aeródromo de La Juliana, en Bollullos de la Mitación, Sevilla, en el que falleció su instructor Dean Waldo.

## Carrera como alpinista
Su carrera en la montaña no empezó hasta 2012 cuando organizó una expedición hasta el campamento base del Everest, en lugar de regresar a Katmandú, tomó la decisión de escalar la cumbre del Lobuche Este (6100 m s. n. m.) sin contar con experiencia previa en la alta montaña. Durante su estancia en Lobuche aprendió a utilizar crampones sobre hierba por el legendario sherpa Dorje Khatri.
El 18 de mayo de 2014 coronó su primer ochomil conquistando la cima del Dhaulagiri (8167 m s. n. m.) en un viaje de ida y vuelta de solo 15 días. Lo consiguió sin respetar el periodo de aclimatación normalmente necesario. Nims abrió la ruta un 70% del tiempo, ayudando con ellos a que otros 15 escaladores de diferentes equipos coronaran también la cima.
El 13 de mayo de 2016 Purja conquistó su segundo ochomil. Decidió intentar una ascensión en solitario y sin oxígeno durante un permiso de cuatro semanas antes de partir al frente. Utilizando todos sus ahorros y un préstamo voló a Katmandú. A su llegada al campo base, iba 5 semanas por detrás del habitual periodo de aclimatación, pero subió al campo 2 antes de 5 días con el equipamiento, lo que lleva normalmente 6 semanas para los grupos de escalada normales. Coronó el Everest con éxito pero durante el descenso tuvo que rescatar a una escaladora dada por muerta, justo por debajo del balcón a 8380 m s. n. m. hasta entregarla al equipo de salvamenteo aéreo. Esta expedidión llevó a Nirmal un total de 24 días, de Katmandú, a la cima y vuelta a Katmandú. Nims todavía pudo disfrutar de una semana de vacaciones en familia antes de terminar su permiso.
En 2016, rescató a un escalador en la llamada "zona de la muerte" del Everest a 8450 m s. n. m., bajándolo hasta los 7950 m s. n. m., en esta expedición intentaba conquistar el Everest en solitario y sin oxígeno, pero tuvo que abandonar.
El 15 de mayo de 2017 Nims Purja conquistó el Everest, como el líder clave de la Expedición Gurkha G200E que consiguió que 13 gurkhas conquistaran juntos la cima del Everest, para conmemorar los 200 años de existencia del cuerpo. Fue Purja quien dirigió y planificó el trabajo del equipo que colocó la cuerda a la cumbre, reemplazando las cuerdas anteriores malogradas por las condiciones climatológicas, siendo el mismo el primero de la cuerda durante la mayoría de la ascensión.
Poco tiempo después, el 27 de mayo, una vez despedido el resto del equipo en Katmandú, Nims Purja volvió al Everest para conquistar tres records mundiales de velocidad en los siete días que le quedaban de permiso, conquistando las cimas del Lhotse el mismo 27 de mayo y la del Makalu el 1 de junio en tiempo récord. 
Por todos estos destacables logros en montañismo de altura, Purja fue reconocido por la reina Isabel II, como Miembro de la Orden del Imperio Británico el 9 de junio de 2018.

## Project Possible 14/7
Con ya seis ochomiles a sus espaldas, en 2019 decidió promover y protagonizar la gesta de coronar los catorce ochomiles en siete meses, batiendo con ello el récord anterior, que tomó siete años y diez meses. Consiguió con ello batir muchos otros records mundiales de velocidad en escalada.

### Primera fase, abril y mayo de 2019 (completada).
- Annapurna (8091 m s. n. m., Nepal, 23 de abril de 2019, 15h00)[9][13][14]
- Dhaulagiri (8167 m s. n. m., Nepal, 12 de mayo de 2019, 18h15)[9][15]
- Kanchenjunga (8586 m s. n. m., Nepal, 15 de mayo de 2019, 11h19)[9][13]
- Everest (8848 m s. n. m., Nepal, 22 de mayo de 2019, 5h30)[9][16]
- Lhotse (8516 m s. n. m., Nepal, 22 de mayo de 2019, 15h45)[9][16]
- Makalu (8481 m s. n. m., Nepal, 24 de mayo de 2019, 6h00)[9][17]

Durante esta primera fase, Purja fue acompañado por los sherpas Mingma “David” Sherpa, Zekson Son, Geljen Sherpa y Tensi Kasang, entre otros montañeros. Conquistó los cinco últimos ochomiles de esta fase en solo 12 días y batió su propio récord Guinness al escalar el Everest, el Lhotse y el Makalu en 2 días y 30 minutos el 24 de mayo de 2019.

### Segunda fase, julio de 2019 (completada).
- Nanga Parbat (8126 m s. n. m., Pakistan, 3 de julio de 2019)[18][19][20]
- Gasherbrum I (8010 m s. n. m., Pakistan, 15 de julio de 2019)[20][21]
- Gasherbrum II (8035 m s. n. m., Pakistan, 18 de julio de 2019)[20][21]
- K2 (8611m, Pakistan, 24 de julio de 2019, 8h00)[20][22]
- Broad Peak (8047 m s. n. m., Pakistan, 26 de julio, 8h50)[23][24]

Las dificultades financieras complicaron la segunda fase de "Project Possible". El plan de "Nims" Purja fue ascender los cinco ochomiles de Pakistán durante verano. Tras aplazar varias semanas su viaje desde Nepal apareció por sorpresa en el Nanga Parbat para hacerse con la cima y anunciar a su nuevo patrocinador desde la misma cumbre.
Purja ha batido otro récord al conquistar las cumbres del G1, G2 y K2 en solo ocho días. Cruzó el Baltoro en pocos días a pie y nada más llegar al campo base de los Gasherbrums escaló el GI seguido por el GII sin regresar al campo base, conquistando dos ochomiles en otros tres días.
Nirmal Purja ha escalado durante esta segunda fase con varios sherpas, entre los que estaban Mingma Sherpa y Halung Dorchhi. Además, ha coincidido y unido fuerzas en algunos momentos de las escaladas y trekking en el Nanga Parbat y los Gasherbrum con el alpinista catalán Sergi Mingote, ocupado en su propio reto de ascender seis ochomiles sin oxígeno en menos de un año.

### Tercera fase, septiembre y noviembre de 2019 (completada).
- Cho Oyu (8188 m s. n. m., China, 23 de septiembre de 2019, 10h45)[12][25]
- Manaslu (8163 m s. n. m., Nepal, 27 septiembre, 7h50)[26][27]
- Shishapangma (8027 m s. n. m., , Tíbet (China), 29 octubre, 8h58)[5]

El plan inicial de Nirmal Purja para esta tercera y última fase fue escalar primero el Manaslu, pero de forma inesperada abandonó el campo base del Manaslu, en donde ya estaba en el Campo 1, y se trasladó al Cho Oyu a mediados de septiembre, con la intención de asegurarse coronar su cima antes del cierre de la misma a extranjeros el 1 de octubre.
Purja planeó coronar tanto el Cho Oyu como Manaslu antes de terminar el mes de septiembre, esperando conseguir una autorización especial del gobierno chino para escalar el Shishapangma este mismo año, para completar la misión.
Purja coronó la cima del Cho Oyu el 23 de septiembre con Gesman Tamang, después de esperar prudentemente unos días para evitar problemas por la gran acumulacion de nieve. Inmediatamente después conquistaron cima también el resto de su equipo de escalada y fijación de cuerdas: Lhakpa Ongchhu Sherpa, Chewang Lendu Sherpa, Pasang Sherpa, Palden Namgya, Nima Tenzing Sherpa, Pemba Sherpa y el ecuatoriano Esteban ‘Topo’ Mena. 
El 27 de septiembre conquistó la cumbre del Manaslu (8.163 m) a las 7:50 horas (hora de Nepal) con Mingma David Sherpa y 15 personas más.
Culminada su decimotercer ochomil en cinco meses y una semana, Nirmal Purja debió soportar unos días de incertidumbre ya que coronar el Shishapangma fue temporalmente imposible. Cho Oyu y Shisha Pangma son los únicos ochomiles cuyas vías normales transcurren por China. En el primer caso su gobierno expidió autorizaciones válidas hasta el 30 de septiembre, en el segundo, ubicado en el Tíbet, decretó el cierre durante la temporada de otoño, alegando razones de seguridad.
El día 1 de octubre, se reportó que las autoridades chinas habían acordado emitir un permiso especial de escalada para Nirmal Purja para permitirle escalar el Shisha Pagma esta temporada, a petición del gobierno nepalí. El permiso debió esperar varios días debido a las celebraciones por el septuagésimo aniversario de la República Popular China. 
Durante el tiempo durante el que se dudó de la posibilidad de este permiso especial, "Nims" anunció que, en caso de que no le fuera posible conquistar el Shisha Pagma, escalaría la siguiente cumbre en altura después de los catorce ochomiles: el Gyachung Kang de 7.952 m s. n. m., en su lugar.
Nirmal Purja conquistó por fin la cima del Shishapangma el día 29 de octubre de 2019 a las 8h58, hora local, con lo que cumplió su objetivo de coronar los catorce ochomiles en menos de siete meses, al hacerlo en solo seis meses y seis días.

## Polémica y rescates
Su estilo de montañismo es polémico por ser totalmente opuesto al purista estilo alpino más en boga actualmente, ya que Purja pretende la consecución de récords como principal objetivo, escalando apoyado por un numeroso equipo y sin descartar ninguna tecnología disponible: utilización de botellas de oxígeno, cuerdas fijas, escaleras e incluso uso de helicópteros para ciertos desplazamientos. Pero por otra parte, no ha dudado en participar en tres intentos de salvamento de montañeros en apuros: bajando del Annapurna en abril de 2019, cuando supo que el malasio Wui Kin Chin estaba atrapado a 7500 m s. n. m., comandó un difícil rescate para bajarlo hasta el hospital de Katmandú en donde falleció.
Y al mes siguiente, en el Kangchenjunga, se encontró a dos montañeros indios, Biplab Baidya y Kuntal Karar a 8200 m s. n. m., con los que compartió oxígeno y les acompañó en un descenso desesperado hasta que ambos no pudieron más, falleciendo el 16 de mayo.
Nirmal Purja ha obtenido un diploma de postgrado (PgD) en Gestión de la Seguridad por la Universidad de Loughborough.
Purja es el autor de la tristemente célebre foto que se publicó en la mayoría de periódicos del mundo, en la que se retrata la caravana de más de doscientos alpinistas haciendo cola para coronar el Everest durante la penúltima de mayo de 2019, resultando en el fallecimiento una decena de ellos.

## Récords

### Libro Guiness
Purja ostenta en la actualidad varios récords Guinness: oficialmente, si bien ha conseguido otros records que están pendientes de verificación por Guiness.
Los records oficiales son:
- El menor tiempo entre la conquista de dos de las cimas más altas del mundo: la cima del Everest (1ª) y el Lhotse (4ª): 10 horas y 15 minutos, con oxígeno (el récord anterior era de 20 horas y 2 minutos). Lo consiguió el 27 de mayo de 2019 a las 15:55 hora local, coronando el Everest junto a Lakpa Sherpa y el Lothse con Jangbu Sherpa.[36]
- El menor tiempo para la conquista de tres de las cimas más altas del mundo, con oxígeno: la cima del Everest (1ª), Lhotse (4ª) y Makalu (5ª). Batió este récord, a continuación de batir el récord anterior, el primero el 1 de junio de 2017 a las 9:20 con un tiempo de 5 días, 3 horas y 35 minutos y que batió de nuevo el 24 de mayo de 2019, dejándolo en 2 días y 30 minutos.[9][37]

### Otros récords
- La primera persona en coronar el Everest dos veces, además del Lhotse y el Makalu en una sola temporada, dentro de un periodo total de 17 días.
- Primero en coronar once ocho miles en menos de 100 días.
- La persona que ha conquistado más ochomiles en una primavera, con seis cimas.[38]
- El escalador que ha conquistado más rápidamente tres de las cuatro cimas más altas del mundo: Everest, Lhotse y Kanchenjunja (en siete días y unas  cuatro horas y media).[38]
- La persona que ha conquistado más ochomiles en un verano, con cinco cimas.[38]
- El que ha coronado más rápidamente las cinco cimas más altas del mundo, Everest, K2, Kanchenjunga, Lhotse y Makalu.[38]
- La persona que ha conquistado más rápidamente tres de los cuatro ochomiles más "bajos": Gasherbrum 1, 2 y Broad Peak.[38]
- La primera persona en coronar trece ocho miles en cinco meses.[27]
- La primera persona en coronar catorce ocho miles en seis meses y seis días.[5]